# Arqueoïdeus
Els arqueoïdeus (Archaeoidea) són una superfamília d'aranyes araneomorfes, amb cinc famílies d'aranyes que tenen vuit ulls:
- Arquèids (Archaeidae)
- Holarquèids (Holarchaeidae)
- Mecismauquènids (Mecysmaucheniidae)
- Microfolcommàtids (Micropholcommatidae)
- Pararquèids (Pararchaeidae)